# Juok
Juok var hos Shillukstammen i Sudan en skapelsegud som använde lera i olika färger för att skapa de olika människoraserna.